# Politoleda polita
Politoleda polita – gatunek małża morskiego należącego do podgromady pierwoskrzelnych.
Muszla wielkości: długość 2,9 cm, szerokość 1,4 cm, średnica 0,96 cm, kształtu wydłużonego. Występuje na głębokości od 13 do 73 metrów.
Są rozdzielnopłciowe, bez zaznaczonych różnic płciowych w budowie muszli. Odżywiają się planktonem oraz detrytusem.
Występuje od Gwatemali po Panamę